# Château de Wartenstein (Suisse)
Le château de Wartenstein, appelé en allemand Burg Wartenstein est un château fort situé sur le territoire de la commune saint-galloise de Pfäfers, en Suisse.

## Histoire
Le château a été construit entre 1200 et 1217 par l'abbé de Pfäfers Conrad de Zwiefalten pour protéger l'abbaye. Cité par écrit pour la première fois en 1208, le château joua un rôle important dans les querelles opposant l'abbé et ses différents protecteurs jusqu'en 1257, lorsque Rodolphe de Bernang parvient finalement à acheter l'ensemble du bailliage pour le confier à différentes familles locales. Au fil du temps, le château et ses dépendances sont rénovés et améliorés pour finalement accueillir l'abbé Georg von Erolzheim dans les années 1480.
Possession de la Confédération des VIII cantons pendant la guerre de Souabe, le château est alors utilisé comme base défensive avant de retourner en possession de l'abbaye jusqu'à l'établissement de la Réforme protestante où il est progressivement abandonné. Il sert même de carrière pour la reconstruction de l'abbaye incendiée en 1665.
Le site, consolidé en 1951 puis en 1975, est classé comme bien culturel suisse d'importance nationale.

## Sources
- (de) Cet article est partiellement ou en totalité issu de l’article de Wikipédia en allemand intitulé « Burg Wartenstein (Pfäfers) » (voir la liste des auteurs).